# Ängsnätfjäril

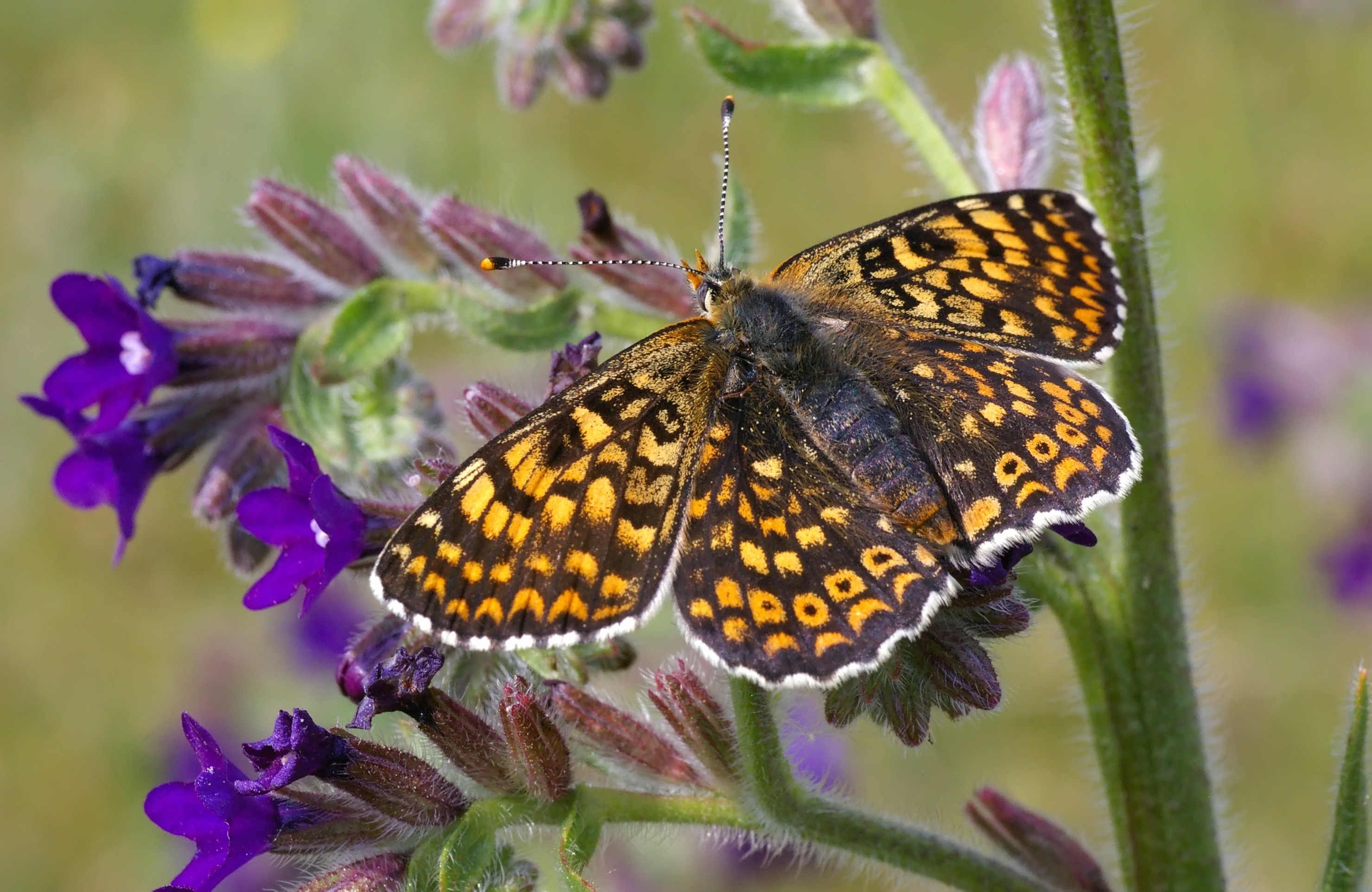

Ängsnätfjäril (Melitaea cinxia) är en fjärilsart i familjen praktfjärilar. Svensk synonym: Hökblomsternätfjäril.

## Kännetecken
Ängsnätfjärilen har en vingbredd på 37 till 46 millimeter. Honan är något större än hanen, men liknar varandra till färg och teckning. Vingarna är på ovansidan nätaktigt mönstrade i brunsvart och brungult. Det brunsvarta är mer utbrett på bakvingarna än på framvingarna och på bakvingarna finns också nära vingens ytterkant en rad med svarta prickar. På undersidan är vingarna, särskilt bakvingarna, ljusare. Bakvingarnas undersida är också det som tydligast skiljer arten från andra nätfjärilar. Dessa är vitgula med brungula, svartkantade tvärband och fläckar. Ett kännetecken är att det i det yttersta tvärbandet finns en svart prick i mitten av varje gulbrun fläck, något som ingen annan nätfjäril i Sverige har.

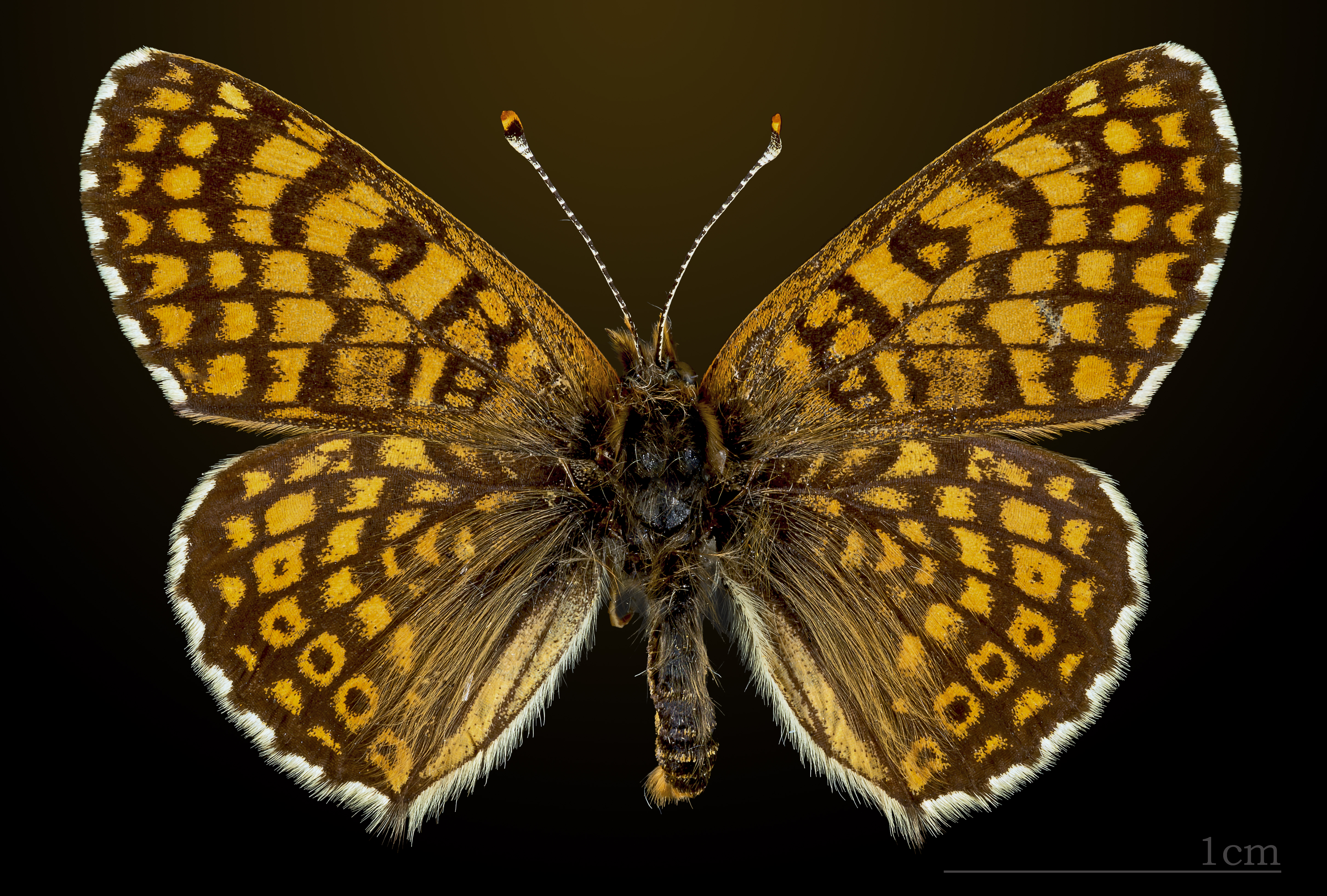
Ängsnätfjäril
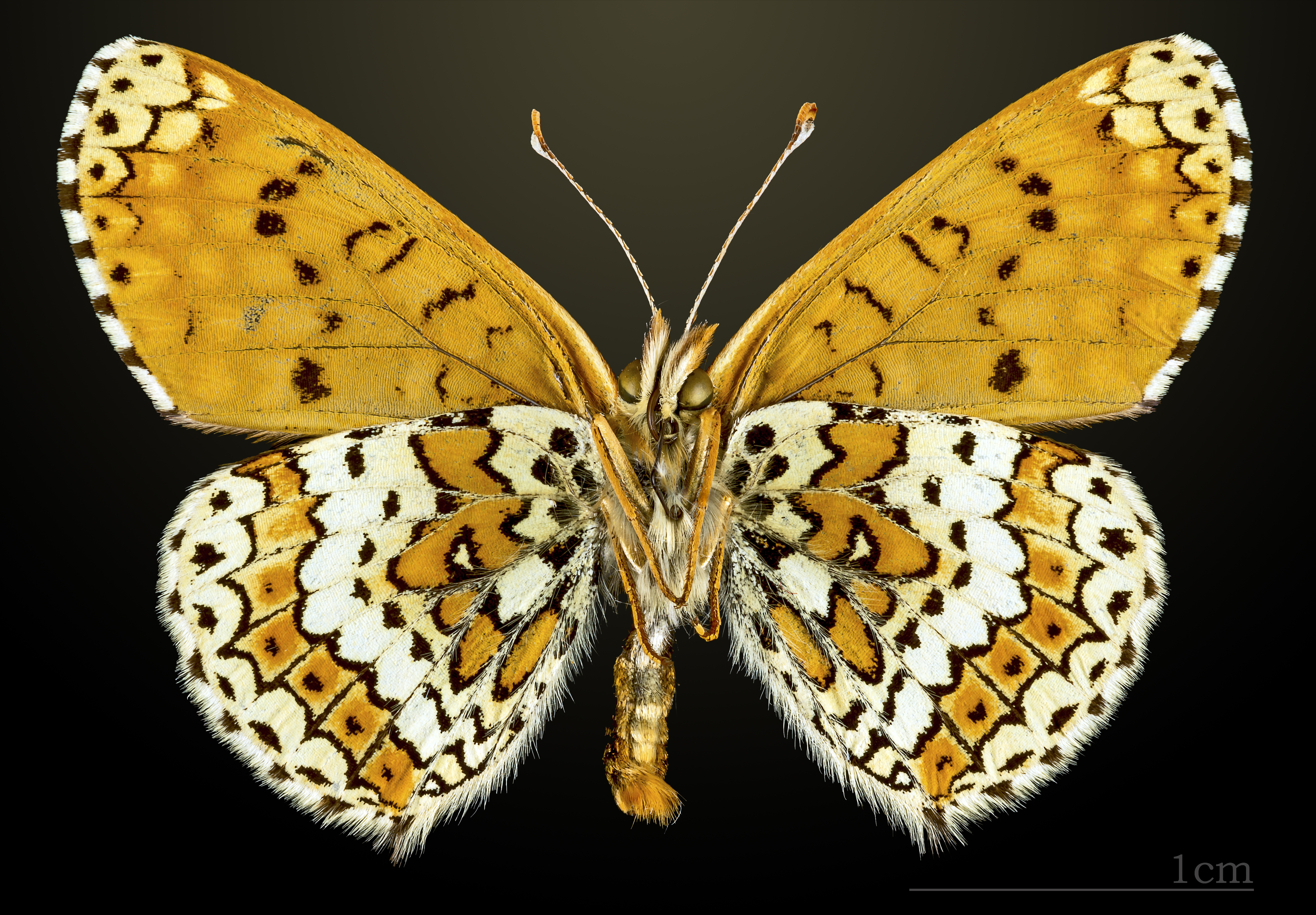
△  Ängsnätfjäril
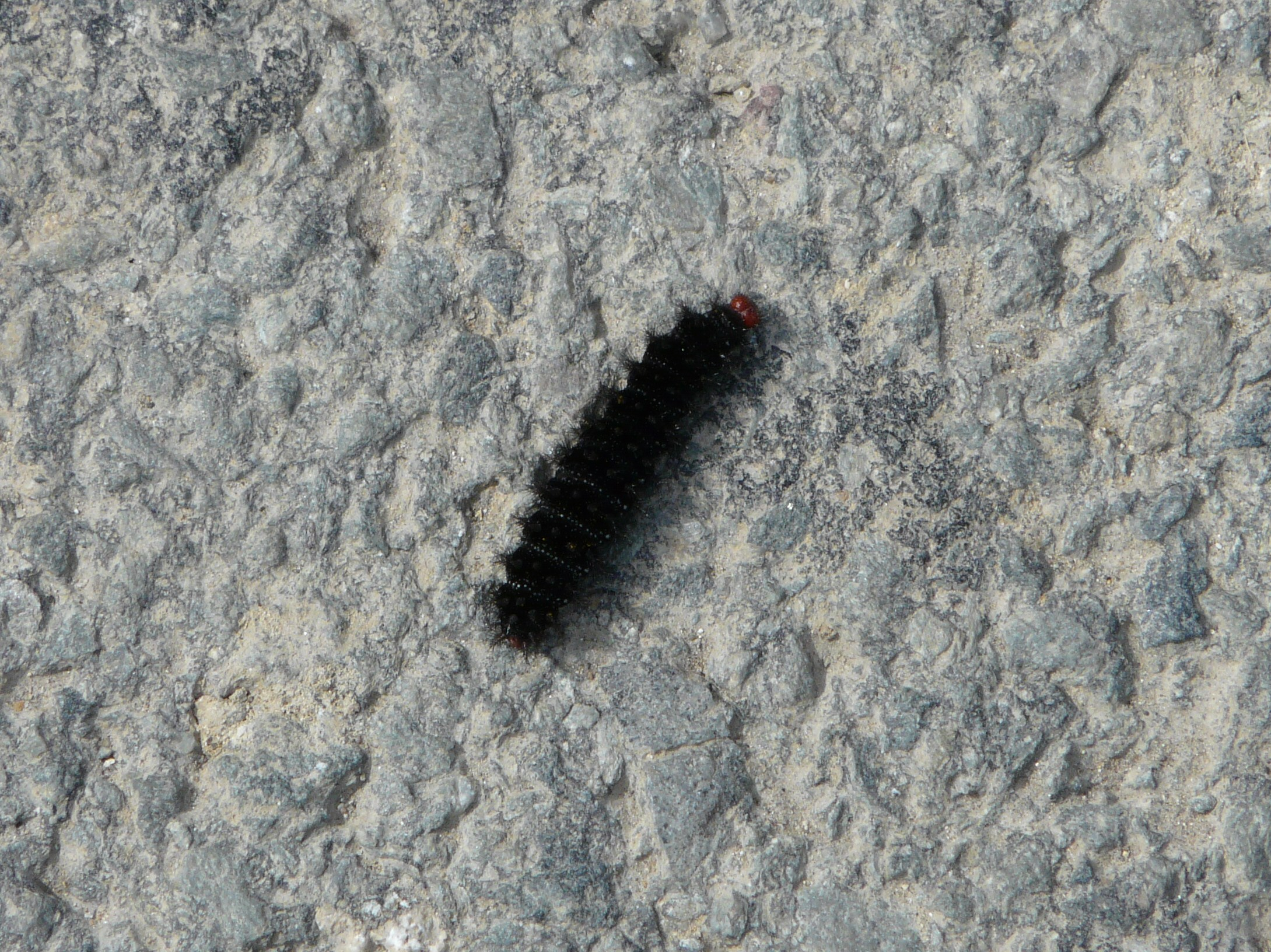
Larv

## Utbredning
Ängsnätfjärilen finns i Nordafrika och i Europa, från Portugal, Isle of Wight i södra England och de nordiska länderna österut till Turkiet, Kaukasus och Ryssland. Den finns också i norra Asien, från Sibirien till Mongoliet och västra Kina.

## Status
I Sverige är ängsnätfjärilen klassad som nära hotad. Den fanns förr i större delen av Skåne, Blekinge, Västergötland, Närke, Uppland och Dalsland, på Öland och Gotland samt omkring Mälaren. Under 1900-talet har dess utbredning dock minskat kraftigt och utanför Öland och Gotland förekommer den numera bara lokalt. De ängsnätfjärilar som finns på Gotland räknas som en egen underart, Melitaea cinxia winbladi.
I Finland har arten gått tillbaka starkt från Åland, där den tidigare var mycket vanlig. Den finns fortfarande vid sydkusten, men den är rödlistad som starkt hotad ("EN").
Orsaken till ängsnätfjärilens tillbakagång är troligen habitatförlust i samband med det moderna jordbrukets omvandling av landskapet. 

## Ekologi
Ängsnätfjärilens habitat är öppna och soliga marker, som ängar och betesmarker, med kort gräs och många blommande örter. Dess flygtid i Sverige är i de södra delarna av landet från slutet av maj, på Gotland och längre norrut från mitten av juni till juli. Honan kan lägga två omgångar med ägg med mellan 100 och 200 ägg i varje. Äggen kläcks efter två till tre veckor. Larven lever på växter som axveronika, svartkämpar och ibland även gulkämpar. Tillväxten för larven är ganska långsam och på hösten samlar sig larverna för att övervintra tillsammans, i en skyddande larvsäck som de själva spinner. Tidigt på våren blir de aktiva igen och förpuppar sig och de fullbildade insekterna kommer fram efter två till fyra veckor. Födan som imago är nektar.